# Guillermo Vergara
Guillermo Vergara Gómez (* 1890 in Melipilla; † 28. Oktober 1943) war ein chilenischer Maler.
Vergara studierte an der Escuela de Bellas Artes bei Fernando Álvarez de Sotomayor und zählt zur Künstlergruppe der Generacion del Trece. Er erhielt mehrfach Preise für seine Werke, insbesondere war er mehrfach Preisträger des vom Salon Oficial in Santiago veranstalteten Certamen Edwards. In seinen Gemälden stellte er vorrangig Szenen des ländlichen Lebens dar. Sein bekanntestes Werk, La Vaca Blanca (Die weiße Kuh), gehört zur ständigen Sammlung des Museo de Bellas Artes. Auch sein Bruder Nicanor Vergara wurde als  Maler bekannt.

## Werke
- La Vaca Blanca
- El Canelo
- Retrato de doña Enriqueta Mac-Iver
- Vacas
- Caserones de Renca
- Caballos